# 丽贝卡·沃克
丽贝卡·沃克（Rebecca Walker，1969年11月17日—）是一位美国作家、第三波女性主義者和活动家。
沃克主要关注种族、性别、政治、权力和文化。她帮助他人创立第三浪潮基金（Third Wave Foundation），该基金主要为有色人种、酷儿、双性人和跨性别年轻女性提供幫助。